# Krom de Pskov
Le krom de Pskov (en russe : Псковский Кром / Pskovskij Krom) ou kremlin de Pskov (en russe : Псковский Кремль / Pskovskij Kreml') ou detinets de Pskov est le centre architectural historique de la ville de Pskov en Russie, le noyau central de la forteresse de Pskov.
Il est situé sur un rocher, qui s'avance entre les rivières Pskova et Velikaïa et occupe une surface de 3 hectares. L'accès au krom passe par le bourg de Dovmont, devenu un site archéologique important.

## Histoire
Le premier peuplement de la partie de la ville occupée par le krom date du premier millénaire de notre ère. À la fin du Xe siècle début XIe siècle,
il existait là un promontoire de terre probablement renforcé par des pierres ainsi que l'église en bois de la Trinité. À l'époque de la république de Pskov (fin du XIVe siècle début XVIe siècle), le Kremlin avec sa cathédrale et sa vetché constituaient le centre spirituel, juridique, administratif et politique du territoire de Pskov. La vetché se composait de toute la population libre de sexe masculin. Celle de la ville et des villes vassales. L'assistance était dominée par une tribune où prenait place le posadnik (maire), les anciens et le prince. Une expédition archéologique du musée de l'Ermitage a découvert en 1978-1979 les fondations de cette tribune à proximité de la cathédrale de la Trinité.
Le Kremlin était entouré d'un mur de pierre surmonté d'un toit en bois d'une hauteur de 6 à 8 mètres et d'une épaisseur variant de 2.5 à 6 mètres. La longueur du mur situé à l'est est de 435 mètres et celle du mur sud de 88 mètres. Ce dernier était appelé « persi » (qui signifie « poitrine » en vieux russe). C'est là que les défenseurs recevaient les assiégeants. Ce mur surmontait un fossé rempli d'eau, taillé à même le roc entre les deux rivières Pskova et Velikaïa, qu'il surmontait de plus de 20 mètres. Aujourd'hui, la muraille est à moitié enfoncée dans le sol.
Le Krom joua un rôle déterminant durant les sièges qu'il subit en résistant aux assaillants à diverses reprises dont les dernières sont le siège de Pskov (1581-1582) par les Polonais et le siège de Pskov (1615) par les Suédois. Ces deux sièges se terminent par des traités de paix favorables à la Russie.

Vue panoramique du Krom

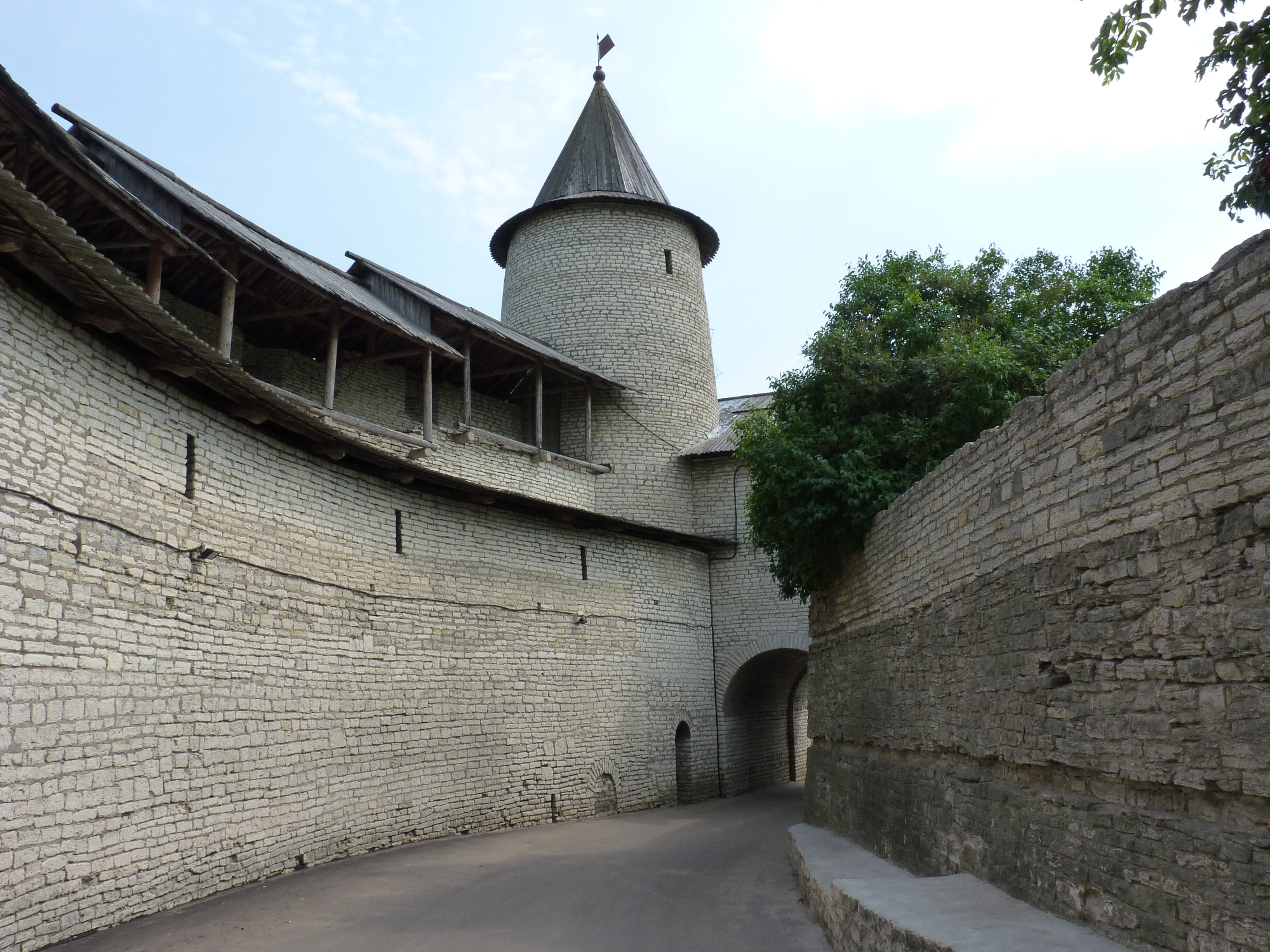
Tour de la Trinité et Zakhab (deuxième enceinte)
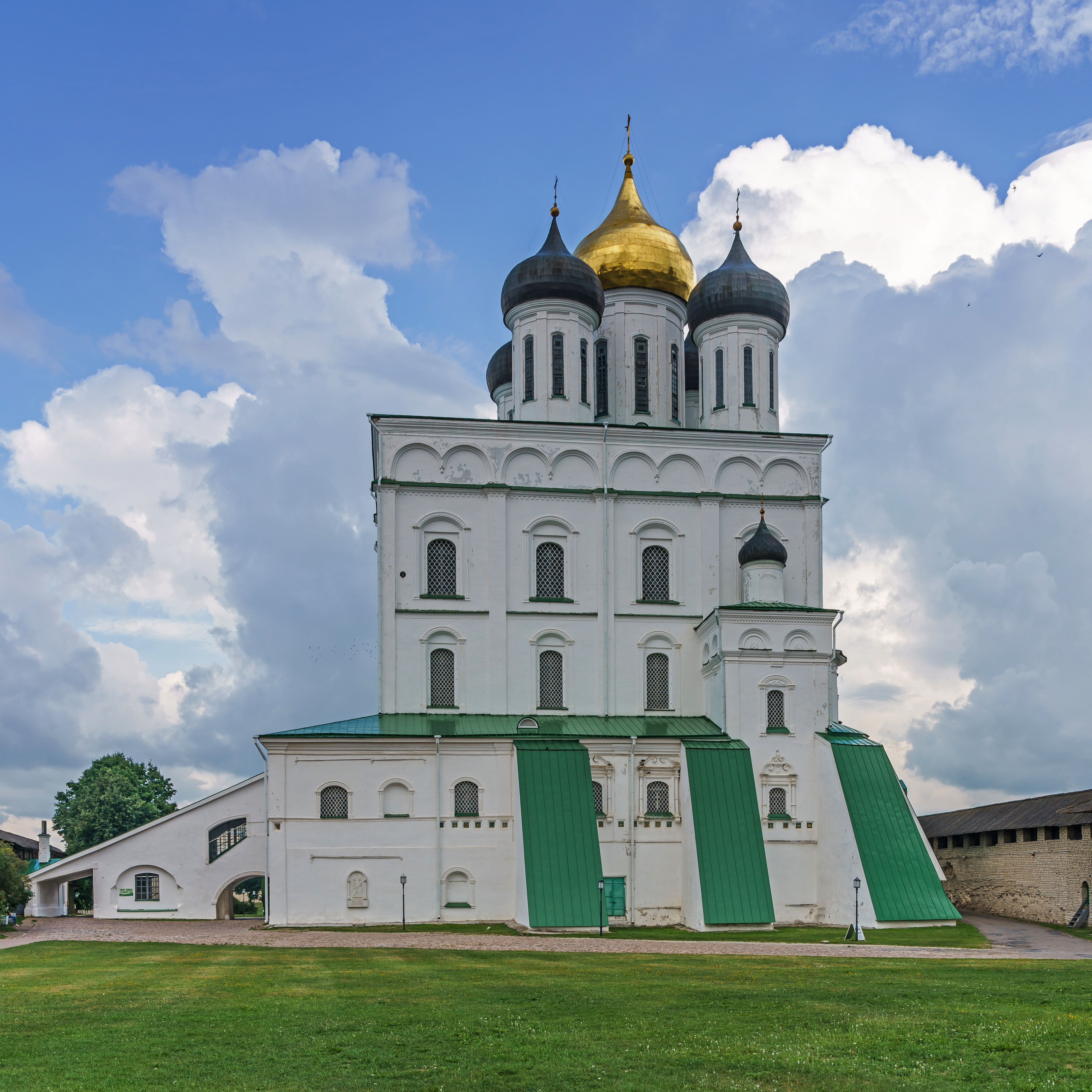
Cathédrale de la Trinité
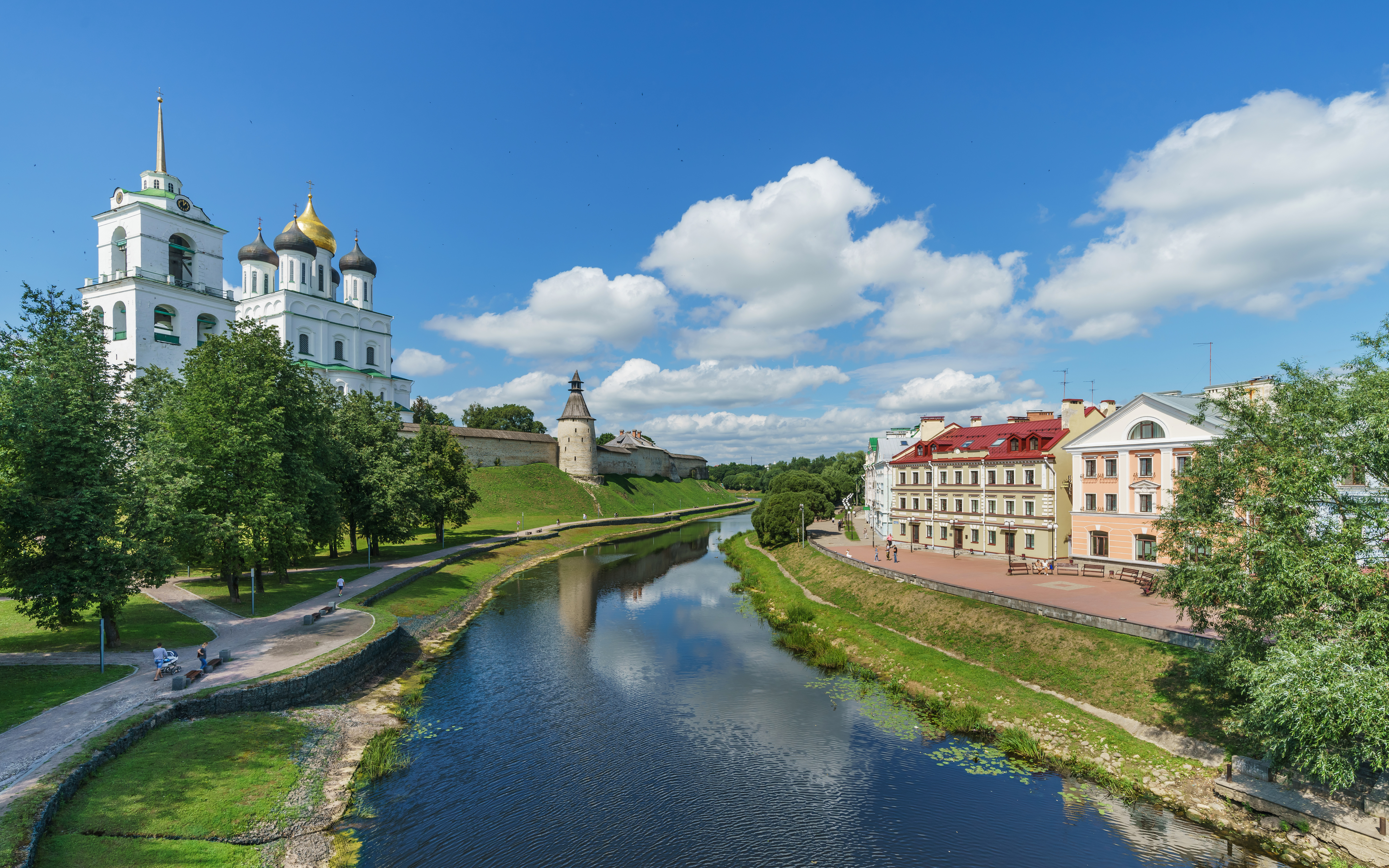
Vue du Krom
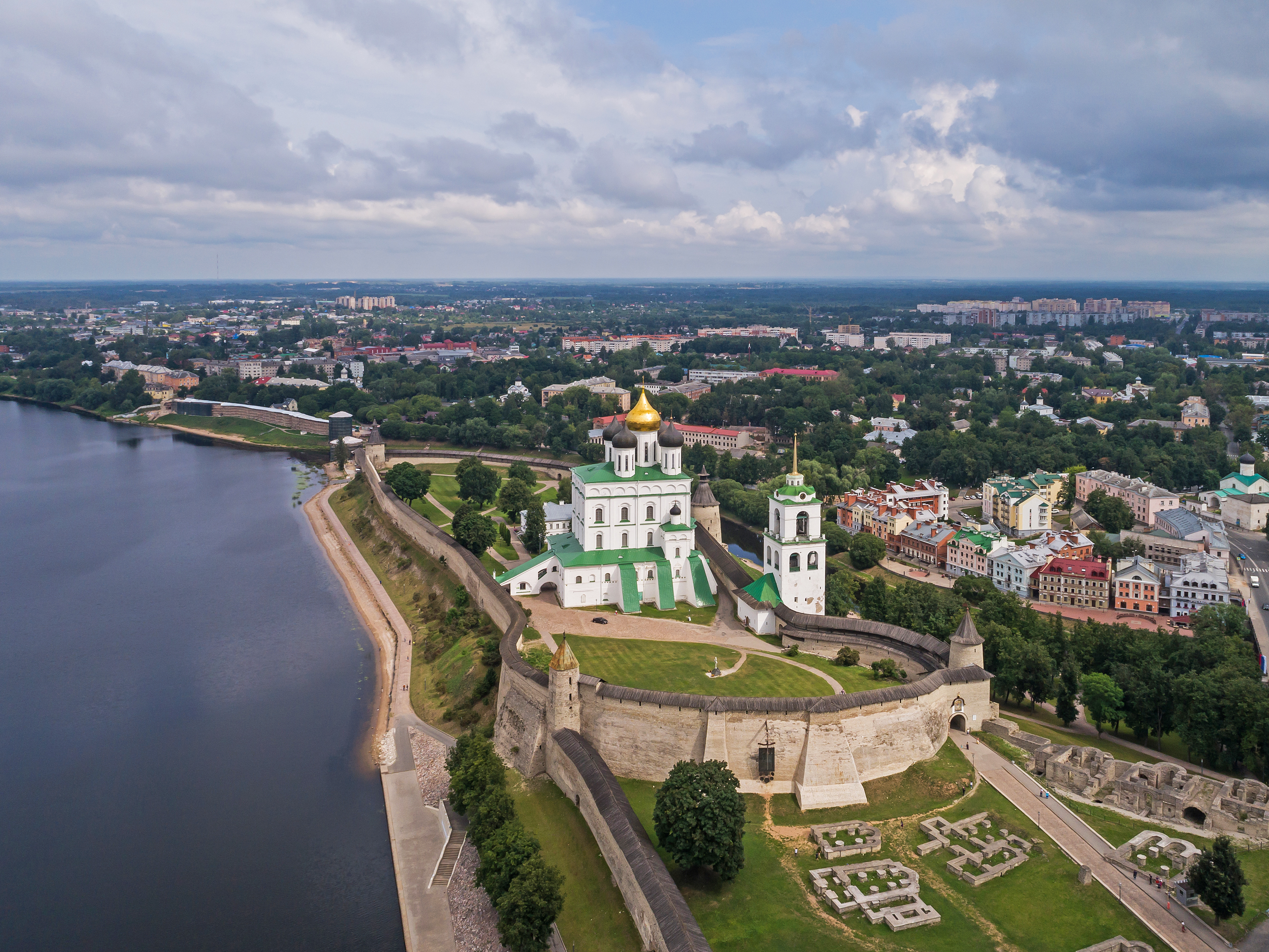
Photographie aérienne
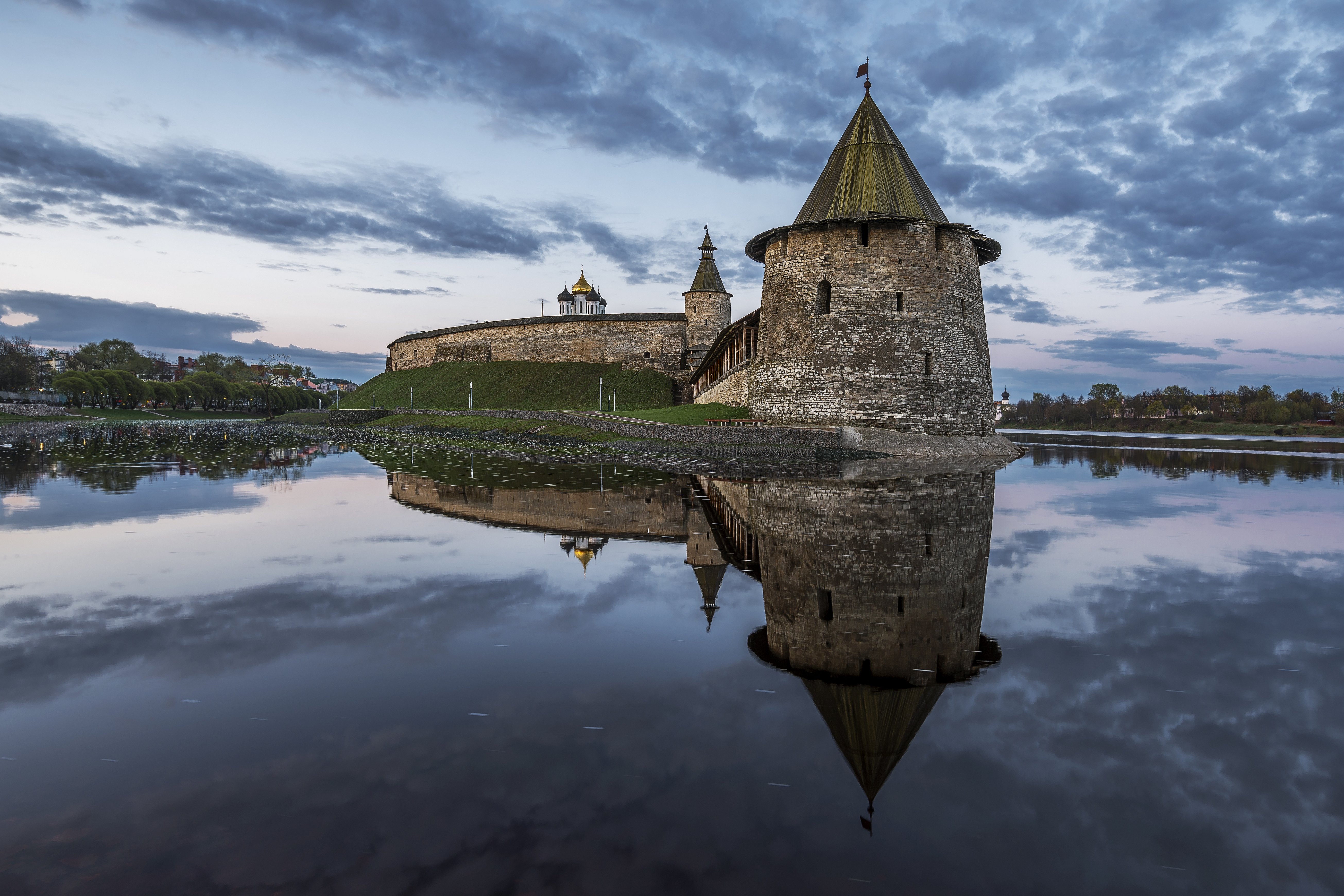
La tour Ploskaïa
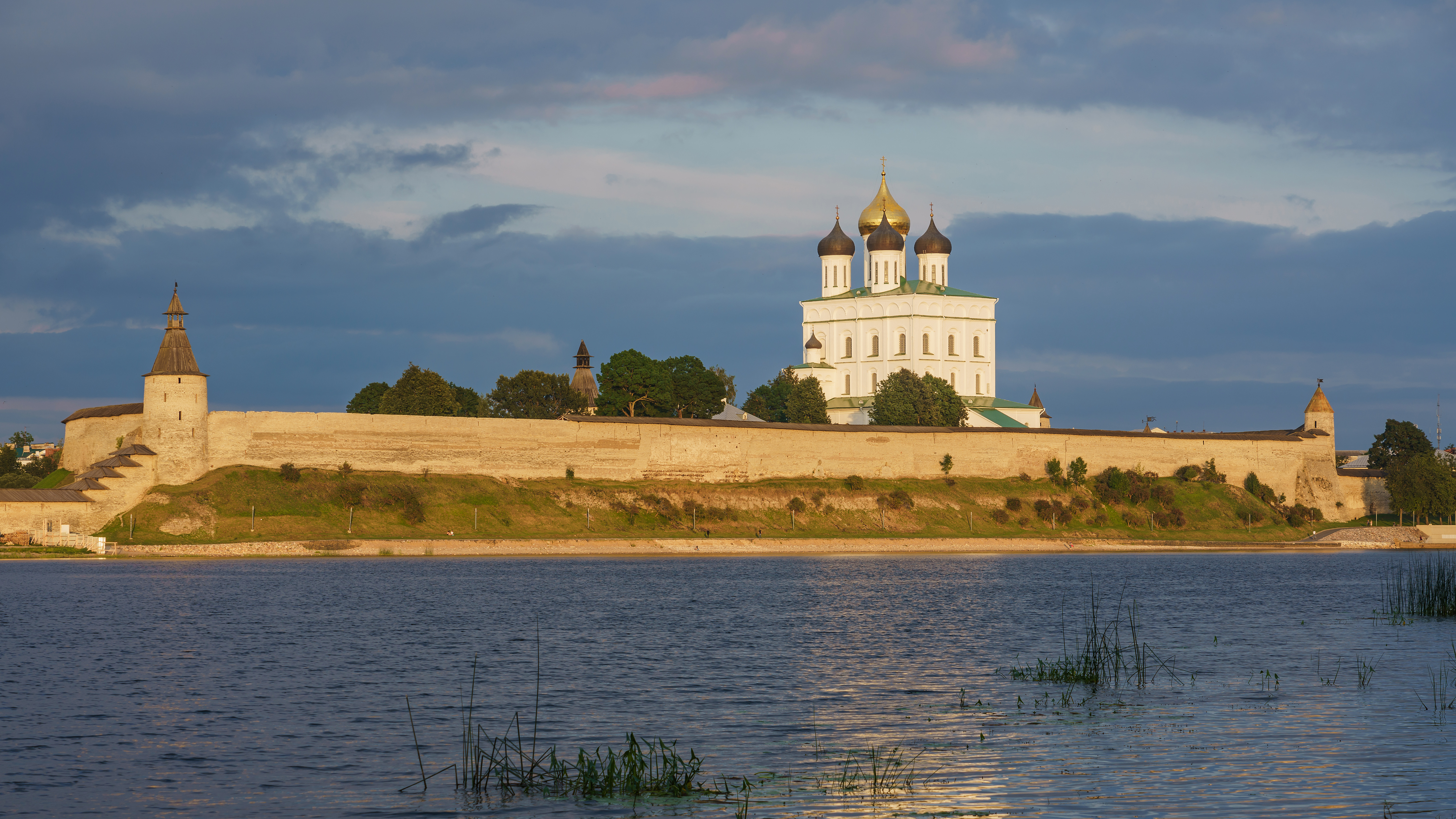
Le kremlin de Krom. Juillet 2018.